# Mordellistena kirghizica
Mordellistena kirghizica là một loài bọ cánh cứng trong họ Mordellidae. Loài này được Odnosum miêu tả khoa học năm 2003.